# Copa Mundial de Fútbol Sub-20 de 1993
La Copa Mundial de Fútbol Sub-20 de 1993 fue la IX edición del campeonato mundial juvenil organizado por la FIFA y se jugó entre el 5 de marzo y el 20 de marzo en Australia por segunda vez ya que la  edición anterior se jugó en el año 1981. En esta oportunidad el ganador fue Brasil, quien obtuvo el tricampeonato de la categoría.

## Sedes
| Ciudad    | Estadio                     | Capacidad |
| --------- | --------------------------- | --------- |
| Sídney    | Estadio de Fútbol de Sídney | 45.000    |
| Melbourne | Estadio Parque Olímpico     | 18.000    |
| Adelaida  | Estadio Hindmarsh           | 17.000    |
| Brisbane  | Estadio Suncorp             | 52.500    |
| Canberra  | Estadio Canberra            | 25.000    |

## Equipos participantes
Además del anfitrión Australia, 15 equipos clasificaron a la fase final del torneo a través de los torneos realizados por cada una de las restantes seis confederaciones.
- Dos equipos de centro y Norteamérica clasificaron en el Torneo Sub-20 de la Concacaf 1992. Este campeonato se realizó en Canadá siendo el ganador la selección de México derrotando en la final a la selección de  Estados Unidos. Ambos fueron al mundial.
- Dos equipos asiáticos clasificaron en el Campeonato Juvenil de la AFC 1992 disputado en Emiratos Árabes Unidos, donde el campeón fue la selección de Arabia Saudita.
- Dos equipos africanos clasificaron en el Campeonato Juvenil Africano de 1993 disputado en Mauricio, donde la selección de Ghana derrotó en la final a la selección de Camerún.
- Tres equipos sudamericanos clasificaron en el Campeonato Sudamericano Sub-20 de 1992 disputado en Colombia, cuyo campeón fue la selección Brasil, también asistieron las selecciones de Colombia y Uruguay por quedar ubicadas en el segundo y tercer lugar del cuadrangular final.
- Seis representantes europeos clasificaron en el Campeonato Europeo Sub-18 1992 disputado en Alemania. El campeón fue Turquía, quien derrotó en la final a la selección de Portugal, campeón del mundial anterior.

Los 16 equipos fueron posteriormente separados en cuatro grupos. En cursiva, los equipos debutantes.
| Clasificatorias | Clasificatorias | Clasificatorias | Clasificatorias | Clasificatorias | Clasificatorias |
| --------------- | --------------- | --------------- | --------------- | --------------- | --------------- |
| África          | Asia            | Europa          | Norteamérica    | Sudamérica      | Oceanía         |

| Alemania       | Camerún        | Ghana      | Portugal |
| Arabia Saudita | Colombia       | Inglaterra | Rusia    |
| Australia      | Corea del Sur  | México     | Turquía  |
| Brasil         | Estados Unidos | Noruega    | Uruguay  |

## Primera Fase
- Los horarios corresponden a la hora de Australia (UTC+10)

### Grupo A
| Equipo    | Pts | PJ | PG | PE | PP | GF | GC | Dif |
| --------- | --- | -- | -- | -- | -- | -- | -- | --- |
| Rusia     | 4   | 3  | 2  | 0  | 1  | 6  | 4  | +2  |
| Australia | 4   | 3  | 2  | 0  | 1  | 5  | 4  | +1  |
| Camerún   | 2   | 3  | 1  | 0  | 2  | 4  | 5  | −1  |
| Colombia  | 2   | 3  | 1  | 0  | 2  | 5  | 7  | −2  |

| 5 de marzo de 1993, 20:30 | Australia                | 2:1 (1:1) | Colombia     | Estadio de Fútbol de Sídney, Sídney                                        |                                                                            |
|                           | Milicic 39' · Muscat 78' | Reporte   | Zambrano 35' | Asistencia: 31.883 espectadores Árbitro(s): Kim Milton Nielsen (Dinamarca) | Asistencia: 31.883 espectadores Árbitro(s): Kim Milton Nielsen (Dinamarca) |

| 6 de marzo de 1993, 20:30 | Rusia                     | 2:0 (2:0) | Camerún | Estadio Canberra, Canberra                                           |                                                                      |
|                           | Zazulin 1' · Karataev 37' | Reporte   |         | Asistencia: 5.362 espectadores Árbitro(s): Renato Marsiglia (Brasil) | Asistencia: 5.362 espectadores Árbitro(s): Renato Marsiglia (Brasil) |

| 8 de marzo de 1993, 18:15 | Colombia                         | 3:2 (2:2) | Camerún              | Estadio Canberra, Canberra                                                |                                                                           |
|                           | Zambrano 43', 83' · Restrepo 45' | Reporte   | Foé 12' · Ndiefi 44' | Asistencia: 3.749 espectadores Árbitro(s): Essa Rashed Al Jassas (Kuwait) | Asistencia: 3.749 espectadores Árbitro(s): Essa Rashed Al Jassas (Kuwait) |

| 8 de marzo de 1993, 20:30 | Australia                                         | 3:1 (1:1) | Rusia      | Estadio de Fútbol de Sídney, Sídney                                      |                                                                          |
|                           | Magovedov 12' (a.g.) · Milicic 69' · Agostino 81' | Reporte   | Chudin 18' | Asistencia: 18.982 espectadores Árbitro(s): Rodrigo Badilla (Costa Rica) | Asistencia: 18.982 espectadores Árbitro(s): Rodrigo Badilla (Costa Rica) |

| 11 de marzo de 1993, 18:15 | Colombia               | 1:3 (0:2) | Rusia                                           | Estadio de Fútbol de Sídney, Sídney                                        |                                                                            |
|                            | Betancourth 63' (pen.) | Reporte   | Karataev 6' (pen.) · Ananko 19' · Savchenko 86' | Asistencia: 27.581 espectadores Árbitro(s): Kim Milton Nielsen (Dinamarca) | Asistencia: 27.581 espectadores Árbitro(s): Kim Milton Nielsen (Dinamarca) |

| 11 de marzo de 1993, 20:30 | Australia | 0:2 (0:1) | Camerún                  | Estadio de Fútbol de Sídney, Sídney                                   |                                                                       |
|                            |           | Reporte   | Tchoutang 44' · Embé 90' | Asistencia: 27.581 espectadores Árbitro(s): Renato Marsiglia (Brasil) | Asistencia: 27.581 espectadores Árbitro(s): Renato Marsiglia (Brasil) |

### Grupo B
| Equipo   | Pts | PJ | PG | PE | PP | GF | GC | Dif |
| -------- | --- | -- | -- | -- | -- | -- | -- | --- |
| Uruguay  | 5   | 3  | 2  | 1  | 0  | 5  | 3  | +2  |
| Ghana    | 4   | 3  | 1  | 2  | 0  | 5  | 3  | +2  |
| Alemania | 3   | 3  | 1  | 1  | 1  | 4  | 4  | 0   |
| Portugal | 0   | 3  | 0  | 0  | 3  | 1  | 5  | −4  |

| 6 de marzo de 1993, 18:15 | Portugal | 0:1 (0:0) | Alemania    | Estadio Suncorp, Brisbane                                         |                                                                   |
|                           |          | Reporte   | Jancker 86' | Asistencia: 15.000 espectadores Árbitro(s): Remi Harrel (Francia) | Asistencia: 15.000 espectadores Árbitro(s): Remi Harrel (Francia) |

| 6 de marzo de 1993, 20:30 | Uruguay    | 1:1 (1:0) | Ghana       | Estadio Suncorp, Brisbane                                         |                                                                   |
|                           | Correa 22' | Reporte   | Ahinful 72' | Asistencia: 15.000 espectadores Árbitro(s): Ahmet Cakar (Turquía) | Asistencia: 15.000 espectadores Árbitro(s): Ahmet Cakar (Turquía) |

| 9 de marzo de 1993, 18:15 | Alemania                        | 2:2 (1:1) | Ghana                  | Estadio Suncorp, Brisbane                                                      |                                                                                |
|                           | Breitenreiter 39' · Jancker 80' | Reporte   | Kuffour 36' · Duah 70' | Asistencia: 6.000 espectadores Árbitro(s): Letchmanasamy Kathirveloo (Malasia) | Asistencia: 6.000 espectadores Árbitro(s): Letchmanasamy Kathirveloo (Malasia) |

| 9 de marzo de 1993, 20:30 | Portugal  | 1:2 (1:1) | Uruguay         | Estadio Suncorp, Brisbane                                                   |                                                                             |
|                           | Bambo 32' | Reporte   | O'Neill 8', 87' | Asistencia: 6.000 espectadores Árbitro(s): Fredy Burgos Escobar (Guatemala) | Asistencia: 6.000 espectadores Árbitro(s): Fredy Burgos Escobar (Guatemala) |

| 11 de marzo de 1993, 18:15 | Alemania          | 1:2 (0:1) | Uruguay               | Estadio Suncorp, Brisbane         |                                   |
|                            | Breitenreiter 74' | Reporte   | López 2' · Correa 65' | Árbitro(s): Ahmet Cakar (Turquía) | Árbitro(s): Ahmet Cakar (Turquía) |

| 11 de marzo de 1993, 20:30 | Portugal | 0:2 (0:2) | Ghana                    | Estadio Suncorp, Brisbane                                                      |                                                                                |
|                            |          | Reporte   | Lamptey 5' · Akonnor 42' | Asistencia: 7.000 espectadores Árbitro(s): Letchmanasamy Kathirveloo (Malasia) | Asistencia: 7.000 espectadores Árbitro(s): Letchmanasamy Kathirveloo (Malasia) |

### Grupo C
| Equipo         | Pts | PJ | PG | PE | PP | GF | GC | Dif |
| -------------- | --- | -- | -- | -- | -- | -- | -- | --- |
| Inglaterra     | 5   | 3  | 2  | 1  | 0  | 3  | 1  | +2  |
| Estados Unidos | 3   | 3  | 1  | 1  | 1  | 8  | 3  | +5  |
| Corea del Sur  | 3   | 3  | 0  | 3  | 0  | 4  | 4  | 0   |
| Turquía        | 1   | 3  | 0  | 1  | 2  | 1  | 8  | −7  |

| 7 de marzo de 1993, 18:15 | Corea del Sur     | 1:1 (1:0) | Inglaterra | Estadio Parque Olímpico, Melbourne                                  |                                                                     |
|                           | Watson 32' (a.g.) | Reporte   | Pearce 82' | Asistencia: 15.732 espectadores Árbitro(s): Hellmut Krug (Alemania) | Asistencia: 15.732 espectadores Árbitro(s): Hellmut Krug (Alemania) |

| 7 de marzo de 1993, 20:30 | Turquía | 0:6 (0:3) | Estados Unidos                                      | Estadio Parque Olímpico, Melbourne                                            |                                                                               |
|                           |         | Reporte   | Baba 22' · Joseph 26', 72' · Faklaris 28', 46', 90' | Asistencia: 15.732 espectadores Árbitro(s): Jorge Luis Nieves Parra (Uruguay) | Asistencia: 15.732 espectadores Árbitro(s): Jorge Luis Nieves Parra (Uruguay) |

| 9 de marzo de 1993, 18:15 | Inglaterra        | 1:0 (0:0) | Estados Unidos | Estadio Parque Olímpico, Melbourne                                           |                                                                              |
|                           | Bart-Williams 69' | Reporte   |                | Asistencia: 9.247 espectadores Árbitro(s): Jorge Luis Nieves Parra (Uruguay) | Asistencia: 9.247 espectadores Árbitro(s): Jorge Luis Nieves Parra (Uruguay) |

| 9 de marzo de 1993, 20:30 | Corea del Sur  | 1:1 (0:0) | Turquía    | Estadio Parque Olímpico, Melbourne                                             |                                                                                |
|                           | Jin Ho Cho 48' | Reporte   | Recber 85' | Asistencia: 9.274 espectadores Árbitro(s): Dodji Mawuk Hounnake Kouassi (Togo) | Asistencia: 9.274 espectadores Árbitro(s): Dodji Mawuk Hounnake Kouassi (Togo) |

| 11 de marzo de 1993, 18:15 | Inglaterra  | 1:0 (1:0) | Turquía | Estadio Parque Olímpico, Melbourne                                            |                                                                               |
|                            | Joachim 12' | Reporte   |         | Asistencia: 12.972 espectadores Árbitro(s): Jorge Luis Nieves Parra (Uruguay) | Asistencia: 12.972 espectadores Árbitro(s): Jorge Luis Nieves Parra (Uruguay) |

| 11 de marzo de 1993, 20:30 | Corea del Sur         | 2:2 (1:1) | Estados Unidos           | Estadio Parque Olímpico, Melbourne                                  |                                                                     |
|                            | Ki Hyung Lee 39', 52' | Reporte   | Kelly 37' · Zavagnin 78' | Asistencia: 12.972 espectadores Árbitro(s): Hellmut Krug (Alemania) | Asistencia: 12.972 espectadores Árbitro(s): Hellmut Krug (Alemania) |

### Grupo D
| Equipo         | Pts | PJ | PG | PE | PP | GF | GC | Dif |
| -------------- | --- | -- | -- | -- | -- | -- | -- | --- |
| Brasil         | 5   | 3  | 2  | 1  | 0  | 4  | 1  | +3  |
| México         | 4   | 3  | 2  | 0  | 1  | 6  | 3  | +3  |
| Arabia Saudita | 2   | 3  | 0  | 2  | 1  | 1  | 2  | −1  |
| Noruega        | 1   | 3  | 0  | 1  | 2  | 0  | 5  | −5  |

| 7 de marzo de 1993, 18:15 | México                      | 3:0 (1:0) | Noruega | Estadio Hindmarsh, Adelaida                                          |                                                                      |
|                           | Nieto 45', 71' · Olalde 84' | Reporte   |         | Asistencia: 10.000 espectadores Árbitro(s): Richard Lorenc (Austria) | Asistencia: 10.000 espectadores Árbitro(s): Richard Lorenc (Austria) |

| 7 de marzo de 1993, 20:30 | Brasil | 0:0     | Arabia Saudita | Estadio Hindmarsh, Adelaida                                            |                                                                        |
|                           |        | Reporte |                | Asistencia: 10.000 espectadores Árbitro(s): Serguei Khussainov (Rusia) | Asistencia: 10.000 espectadores Árbitro(s): Serguei Khussainov (Rusia) |

| 9 de marzo de 1993, 18:15 | Noruega | 0:0     | Arabia Saudita | Estadio Hindmarsh, Adelaida                                    |                                                                |
|                           |         | Reporte |                | Asistencia: 10.000 espectadores Árbitro(s): Omer Yengo (Congo) | Asistencia: 10.000 espectadores Árbitro(s): Omer Yengo (Congo) |

| 9 de marzo de 1993, 20:30 | México    | 1:2 (0:1) | Brasil                               | Estadio Hindmarsh, Adelaida                                                |                                                                            |
|                           | Nieto 86' | Reporte   | Adriano 22' (pen.) · Gian 56' (pen.) | Asistencia: 10.000 espectadores Árbitro(s): Armando Pérez Hoyos (Colombia) | Asistencia: 10.000 espectadores Árbitro(s): Armando Pérez Hoyos (Colombia) |

| 11 de marzo de 1993, 18:15 | Noruega | 0:2 (0:0) | Brasil                 | Estadio Hindmarsh, Adelaida                                           |                                                                       |
|                            |         | Reporte   | Gian 59' · Adriano 62' | Asistencia: 7.000 espectadores Árbitro(s): Serguei Khussainov (Rusia) | Asistencia: 7.000 espectadores Árbitro(s): Serguei Khussainov (Rusia) |

| 11 de marzo de 1993, 20:30 | México                | 2:1 (0:1) | Arabia Saudita | Estadio Hindmarsh, Adelaida                                         |                                                                     |
|                            | Luis Salazar 60', 72' | Reporte   | Al Takrouni 5' | Asistencia: 7.000 espectadores Árbitro(s): Richard Lorenc (Austria) | Asistencia: 7.000 espectadores Árbitro(s): Richard Lorenc (Austria) |

## Segunda fase
|  | Cuartos de final  | Cuartos de final |            |           | Semifinales | Semifinales |  |       | Final       | Final       |  |
|  | 25 de febrero     | 25 de febrero    |            |           | 17 de marzo | 17 de marzo |  |       | 20 de marzo | 20 de marzo |  |
|  |                   |                  |            |           |             |             |  |       |             |             |  |
|  |                   |                  |            |           |             |             |  |       |             |             |  |
|  | Rusia             | 0                |            |           |             |             |  |       |             |             |  |
|  | Rusia             | 0                |            |           |             |             |  |       |             |             |  |
|  | Ghana             | 3                |            |           |             |             |  |       |             |             |  |
|  | Ghana             | 3                |            | Ghana     | 2           |             |  |       |             |             |  |
|  |                   |                  |            | Ghana     | 2           |             |  |       |             |             |  |
|  |                   |                  | Inglaterra | 1         |             |             |  |       |             |             |  |
|  | Inglaterra (pen.) | 0 (4)            | Inglaterra | 1         |             |             |  |       |             |             |  |
|  | Inglaterra (pen.) | 0 (4)            |            |           |             |             |  |       |             |             |  |
|  | México            | 0 (3)            |            |           |             |             |  |       |             |             |  |
|  | México            | 0 (3)            |            |           |             |             |  | Ghana | 1           |             |  |
|  |                   |                  |            |           |             |             |  | Ghana | 1           |             |  |
|  |                   |                  | Brasil     | 2         |             |             |  |       |             |             |  |
|  | Uruguay           | 1                | Brasil     | 2         |             |             |  |       |             |             |  |
|  | Uruguay           | 1                |            |           |             |             |  |       |             |             |  |
|  | Australia (t.s.)  | 2                |            |           |             |             |  |       |             |             |  |
|  | Australia (t.s.)  | 2                |            | Australia | 0           |             |  |       |             |             |  |
|  |                   |                  |            | Australia | 0           |             |  |       |             |             |  |
|  |                   |                  | Brasil     | 2         |             |             |  |       |             |             |  |
|  | Brasil            | 3                | Brasil     | 2         |             |             |  |       |             |             |  |
|  | Brasil            | 3                |            |           |             |             |  |       |             |             |  |
|  | Estados Unidos    | 0                |            |           |             |             |  |       |             |             |  |
|  | Estados Unidos    | 0                |            |           |             |             |  |       |             |             |  |
|  |                   |                  |            |           |             |             |  |       |             |             |  |

### Cuartos de final
| 13 de marzo de 1993, 18:15 | Uruguay  | 1:2 (1:1, 1:0) (t. s.) | Australia                  | Estadio Suncorp, Brisbane                                         |                                                                   |
|                            | Sena 21' | Reporte                | Agostino 59' · Carbone 99' | Asistencia: 14.000 espectadores Árbitro(s): Remi Harrel (Francia) | Asistencia: 14.000 espectadores Árbitro(s): Remi Harrel (Francia) |

| 13 de marzo de 1993, 20:30 | Rusia | 0:3 (0:0) | Ghana                              | Estadio de Fútbol de Sídney, Sídney                                      |                                                                          |
|                            |       | Reporte   | Ahinful 72' · Addo 75' · Asare 83' | Asistencia: 16.710 espectadores Árbitro(s): Rodrigo Badilla (Costa Rica) | Asistencia: 16.710 espectadores Árbitro(s): Rodrigo Badilla (Costa Rica) |

| 14 de marzo de 1993, 18:15 | Inglaterra                                  | 0:0 (t. s.)(4:3 p.)        | México                                          | Estadio Parque Olímpico, Melbourne                                  |                                                                     |
|                            |                                             | Reporte                    |                                                 | Asistencia: 11.000 espectadores Árbitro(s): Hellmut Krug (Alemania) | Asistencia: 11.000 espectadores Árbitro(s): Hellmut Krug (Alemania) |
|                            |                                             | Tiros desde el punto penal |                                                 |                                                                     |                                                                     |
|                            | Pollock · Caskey · Thompson · Bart-Williams |                            | Olalde · Amante · Astivia · C. González · Solis |                                                                     |                                                                     |

| 14 de marzo de 1993, 20:30 | Brasil                       | 3:0 (1:0) | Estados Unidos | Estadio Hindmarsh, Adelaida                                                |                                                                            |
|                            | Bruno 32', 90' · Adriano 51' | Reporte   |                | Asistencia: 12.000 espectadores Árbitro(s): Kim Milton Nielsen (Dinamarca) | Asistencia: 12.000 espectadores Árbitro(s): Kim Milton Nielsen (Dinamarca) |

### Semifinal
| 17 de marzo de 1993, 20:30 | Ghana                          | 2:1 (2:0) | Inglaterra         | Estadio de Fútbol de Sídney, Sídney                                        |                                                                            |
|                            | Ahinful 14' (pen.) · Gargo 24' | Reporte   | Pollock 49' (pen.) | Asistencia: 21.069 espectadores Árbitro(s): Armando Pérez Hoyos (Colombia) | Asistencia: 21.069 espectadores Árbitro(s): Armando Pérez Hoyos (Colombia) |

| 17 de marzo de 1993, 18:15 | Australia | 0:2 (0:0) | Brasil                    | Estadio Parque Olímpico, Melbourne                                  |                                                                     |
|                            |           | Reporte   | Marcelinho 77' · Catê 89' | Asistencia: 22.100 espectadores Árbitro(s): Hellmut Krug (Alemania) | Asistencia: 22.100 espectadores Árbitro(s): Hellmut Krug (Alemania) |

### Tercer lugar
| 20 de marzo de 1993, 16:30 | Inglaterra                 | 2:1 (1:0) | Australia   | Estadio de Fútbol de Sídney, Sídney                                             |                                                                                 |
|                            | Unsworth 39' · Joachim 85' | Reporte   | Milicic 52' | Asistencia: 40.015 espectadores Árbitro(s): Letchmanasamy Kathirveloo (Malasia) | Asistencia: 40.015 espectadores Árbitro(s): Letchmanasamy Kathirveloo (Malasia) |

### Final
| 20 de marzo de 1993, 19:00 | Ghana    | 1:2 (1:0) | Brasil             | Estadio de Fútbol de Sídney, Sídney                               |                                                                   |
|                            | Duah 15' | Reporte   | Yan 50' · Gian 88' | Asistencia: 40.015 espectadores Árbitro(s): Ahmet Cakar (Turquía) | Asistencia: 40.015 espectadores Árbitro(s): Ahmet Cakar (Turquía) |

#### Campeón
|                            |
| Bandera de Brasil          |
| Campeón Brasil 3.er título |

## Posiciones Finales

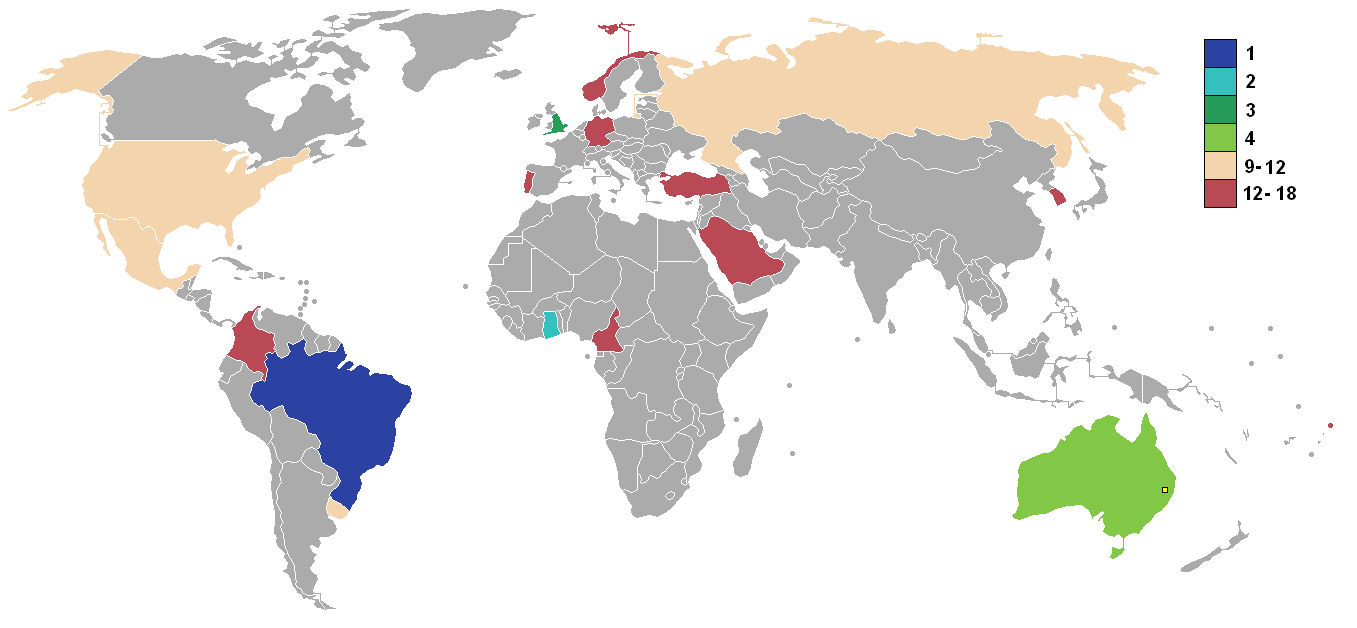
Mapa de los resultados de la Copa

| Equipo | Equipo         | Pts | PJ | PG | PE | PP | GF | GC | Dif |
| ------ | -------------- | --- | -- | -- | -- | -- | -- | -- | --- |
| 1      | Brasil         | 11  | 6  | 5  | 1  | 0  | 11 | 2  | +9  |
| 2      | Ghana          | 8   | 6  | 3  | 2  | 1  | 11 | 6  | +5  |
| 3      | Inglaterra     | 8   | 6  | 3  | 2  | 1  | 6  | 4  | +2  |
| 4      | Australia      | 6   | 6  | 3  | 0  | 3  | 8  | 9  | -1  |
| 5      | México         | 5   | 4  | 2  | 1  | 1  | 6  | 3  | +3  |
| 6      | Uruguay        | 5   | 4  | 2  | 1  | 1  | 6  | 5  | +1  |
| 7      | Rusia          | 4   | 4  | 2  | 0  | 2  | 6  | 7  | -1  |
| 8      | Estados Unidos | 3   | 4  | 1  | 1  | 2  | 8  | 6  | +2  |
| 9      | Alemania       | 3   | 3  | 1  | 1  | 1  | 4  | 4  | 0   |
| 10     | Corea del Sur  | 3   | 3  | 0  | 3  | 0  | 4  | 4  | 0   |
| 11     | Camerún        | 2   | 3  | 1  | 0  | 2  | 4  | 5  | -1  |
| 12     | Arabia Saudita | 2   | 3  | 0  | 2  | 1  | 1  | 2  | -1  |
| 13     | Colombia       | 2   | 3  | 1  | 0  | 2  | 5  | 7  | -2  |
| 14     | Noruega        | 1   | 3  | 0  | 1  | 2  | 0  | 5  | -5  |
| 15     | Turquía        | 1   | 3  | 0  | 1  | 2  | 1  | 8  | -7  |
| 16     | Portugal       | 0   | 3  | 0  | 0  | 3  | 1  | 5  | -4  |

## Premios
| Balón de Oro        | Balón de Plata | Balón de Bronce |
| ------------------- | -------------- | --------------- |
| Adriano             |                |                 |
| Botín de Oro        | Botín de Plata | Botín de Bronce |
| Henry Zambrano      | Vicente Nieto  | Chris Faklaris  |
| 3 goles             | 3 goles        | 3 goles         |
| Premio al Fair Play |                |                 |
| Inglaterra          |                |                 |

## Goleadores
| Jugador           | Selección      | Goles |
| ----------------- | -------------- | ----- |
| Henry Zambrano    | Colombia       | 3     |
| Vicente Nieto     | México         | 3     |
| Chris Faklaris    | Estados Unidos | 3     |
| Ante Milicic      | Australia      | 3     |
| Gian              | Brasil         | 3     |
| Adriano           | Brasil         | 3     |
| Augustine Ahinful | Ghana          | 3     |

## Futbolistas Destacados
| - Dida - Marcelinho Paulista - Marc-Vivien Foé † - Rigobert Song - Nick Barmby | - Dietmar Hamann - Carsten Jancker - Carsten Ramelow - Vladímir Beschástnyj - Fabián O'Neill |